# Totò cerca pace
Totò cerca pace est un film italien réalisé par Mario Mattoli et sorti en 1954.

## Fiche technique
- Réalisation : Mario Mattoli
- Scénario : Emilio Caglieri, Ruggero Maccari, Mario Mattoli, Vincenzo Talarico
- Producteur : Alfredo De Laurentiis
- Photographie : Riccardo Pallottini
- Montage : Leo Cattozzo
- Musique : Carlo Savina
- Production : Rosa Film
- Durée : 90 minutes
- Date de sortie :
  - Italie : 17 décembre 1954

## Distribution
- Totò : Gennaro Piselli
- Ave Ninchi : Gemma Torresi Piselli
- Enzo Turco : Pasquale
- Paolo Ferrari : Cousin Celestino
- Isa Barzizza : Cousin Nella Caporali
- Nino Vingelli : le serveur
- Vincenzo Talarico (en) : l'avocat
- Gina Amendola : Adele
- Ughetto Bertucci
- Mario Castellani